# Самсон (мясокомбинат)
Мясокомбинат «Самсон» (первоначально Ленинградское ордена Ленина и ордена Трудового Красного Знамени производственное объединение мясной промышленности имени С. М. Кирова) — бывший мясоперерабатывающий завод в Московском районе Санкт-Петербурга.

## История

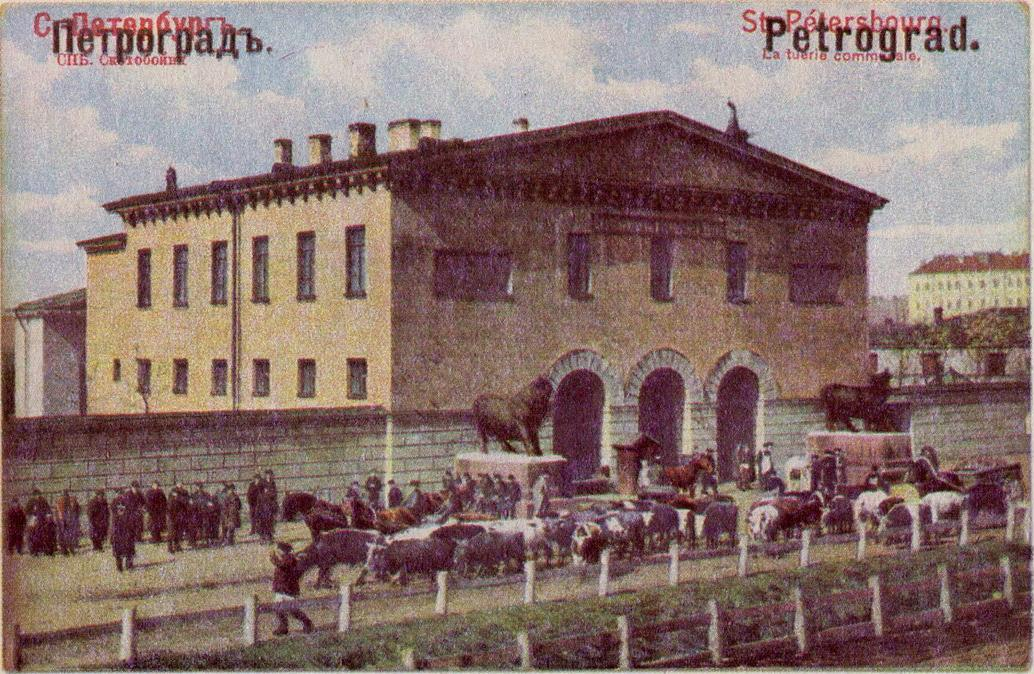
Здание скотопригонного двора и бойни в Петербурге. Архитектор И. И. Шарлемань, 1821-1825.

Введён в эксплуатацию в 1933 году. Головным предприятием объединения являлся Ленинградский мясной комбинат. В советское время был вторым по величине предприятием отрасли в СССР с одновременным закрытием аналогичных производственных мощностей Скотопригонного двора на Международном (ныне Московском) проспекте. Перед открытием нового мясокомбината к его воротам были знаково перенесены статуи быков Демута-Малиновского, стоявшие с XIX века у ворот Скотопригонного двора, выходящих на Обводный канал.
В 1970-е гг. завод первичной переработки скота перерабатывал за смену 1500 голов крупного рогатого скота, свыше 2500 свиней и 2000 овец, мясоптицеперерабатывающий завод перерабатывал 1000 голов птицы в час, выпускал в смену 15 тыс. условных банок деликатесных консервов и 45 т крупнокусковых мясных полуфабрикатов для предприятий общественного питания. С 1992 года назывался АО «Самсон». Предприятие объединяло:
- Завод переработки скота с производственным холодильником и корпусом технических фабрикатов (ЗПС)
- Завод мясоперерабатывающий (первый) с колбасным и мясокулинарным производством (МПЗ—1)
- Завод мясоперерабатывающий (четвёртый) с колбасным, мясоконсервным и мясокулинарным производствами, а также линией убоя и потрошения сухопутной птицы (МПЗ—4)
- Завод по производству медицинских препаратов из биологического животного сырья (ЗМП)
- Производство сухих мясных бульонов (ЗСБ)
- Производство специй «Ароматизатор»
- Завод колбасный (г. Кронштадт)
- Фабрику перовых изделий (г. Красное село).

Во времена СССР предприятие включало в себя также Второй колбасный завод и 3-й колбасный завод («Парнас»), до этого также Лужский колбасный завод.
24 января 1944 года награждён орденом Трудового Красного Знамени. При предприятии имелся спортклуб.
В начале 1990-х гг. производилось более 500 наименований мясной продукции.
Завод технических фабрикатов, находящийся на территории ЛМК из рога и кости выпускал более 100 наименований бытовых художественных изделий и сувениров (крючки для вязания, бусы, серьги, сувенирная продукция, миниатюрная скульптура, пуговицы для наволочек, шкатулки). Работы мастеров косторезов этого подразделения поучаствовали в выставках и аукционах всего мира. Это подразделение комбината проработало практически с момента основания самого комбината и до его банкротства (развала) в суровые девяностые.
В конце 1990-х производительность упала до 20 т в сутки. В 1998 году крупнейшим акционером завода стал Московский Индустриальный банк (МИнБанк). В 2000 году признан банкротом. C 2001 гендиректором завода был Хамзат Арсамаков — племянник главы МИнБанка Абубакара Арсамакова. Имеет скандальную репутацию во многом в связи с конфликтом с ОАО «Салолин» из-за 54 га земли и рейдом ямадаевцев 15 сентября 2006 года. В настоящее время предприятие ликвидировано и на его территории ведётся жилая застройка.
Генеральные директора:
- Почтарь Юрий (до начала 1990-х)
- Савельев Юрий Алексеевич

Торговая марка «Самсон» в настоящее время принадлежит компании «Мясокомбинат „Всеволожский“», которая выпускает продукцию под этой маркой на производственной площадке в г. Всеволожск Ленинградской области.

## Архитектура

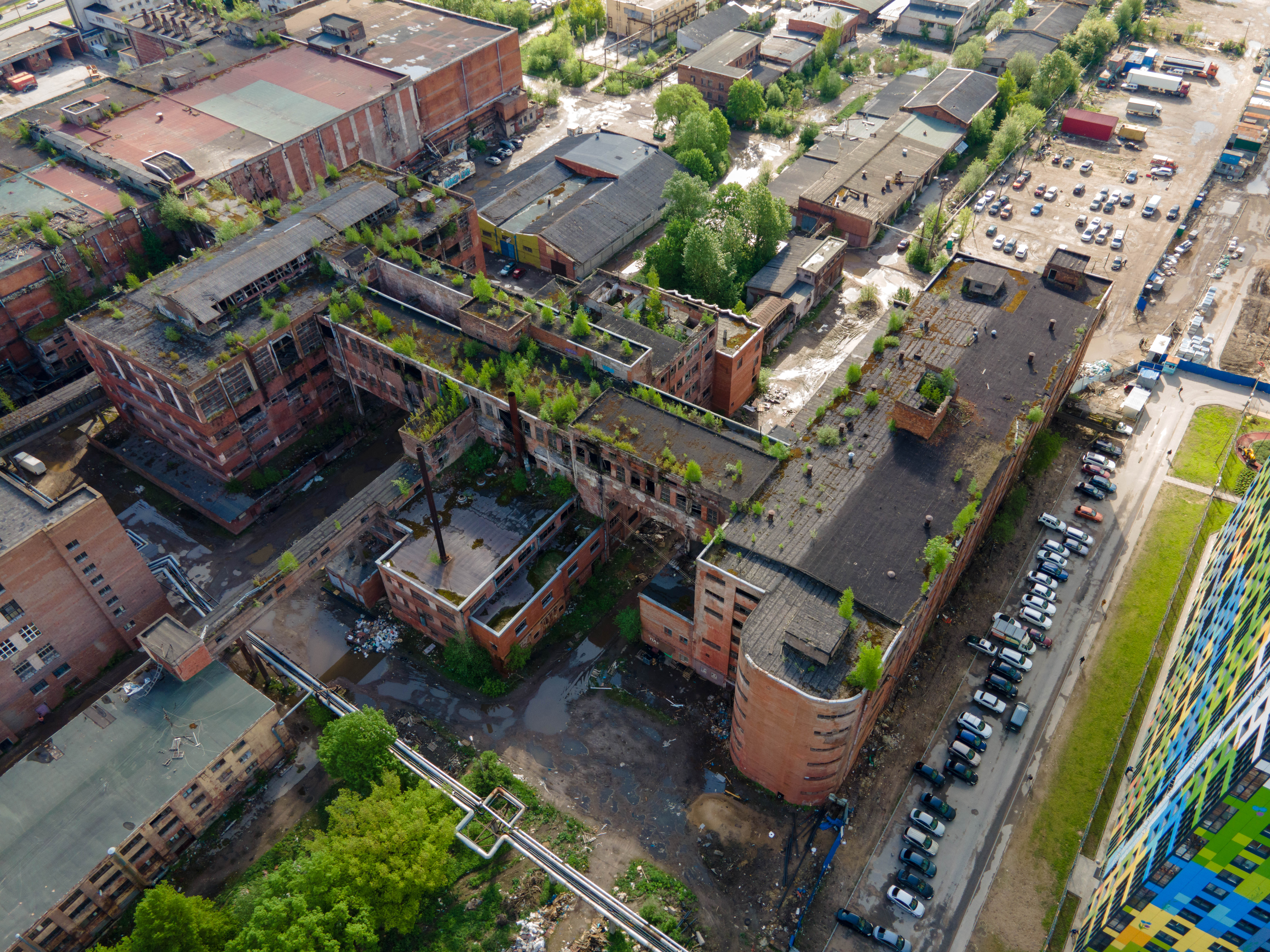
Производственный корпус

Построенный в начале 1930-х годов мясокомбинат является выдающимся памятником эпохи индустриализации и ленинградского конструктивизма. Руководитель авторского коллектива архитекторов — Ной Троцкий. Эта работа стала развитием конструктивистских идей Троцкого в промышленной архитектуре, последовав за стекольным заводом в посёлке Белый Бычок (1926), прообразом для которого послужила шляпная фабрика в Луккенвальде, возведённая Эрихом Мендельсоном, и котельной 2-й ТЭЦ на Новгородской улице (1930).
Комплекс сооружался в тогдашнем отдалённом предместье Ленинграда — на Средней Рогатке — методом «народной стройки». Производство проектировалось поточным и максимально механизированным, за образец были взяты самые передовые мясоперерабатывающие заводы того времени — американские. Каждое звено производственного цикла располагалось в отдельном сооружении, все сооружения были объединены в единую систему как технологически, так и композиционно. Холодильно-колбасный цех, лайфстаг (предубойного содержания скота), фабрикатов и утилизации соединены надземными переходами. Конструкции — железобетонные, стены — из шлакоблоков. Здание ТЭЦ выполнено из железобетонных складчатых стен толщиной всего 30 см. Часть зданий комбината, в том числе и здание бывшей ТЭЦ, имеет статус объектов культурного наследия.
Доминанта комплекса — шестиэтажный холодильно-колбасный цех с 42-метровой водонапорной башней, включавшей также административные помещения. Это один из излюбленных приёмов Троцкого, использованный, например, в здании Кировского райсовета. Большинство объёмов сооружений — прямоугольные, за исключением имеющего закруглённую часть лайфстага с дугообразными горизонтальными ленточными окнами.
Комплекс был отмечен золотой медалью на парижской Всемирной выставке 1937 года.
В 1971 году на территории был воздвигнут памятник работникам комбината, погибшим в годы Великой Отечественной войны (скульптор Александр Черницкий). По состоянию на конец 2022 года находился практически на обочине продолжения улицы Ленсовета.

### Быки Демута-Малиновского
В 1936 году к главному входу были перенесены бронзовые скульптуры быков (скульптор Василий Демут-Малиновский) от Скотопригонного двора (наб. Обводного кан., 100) при его переустройстве в молокозавод.
В годы Великой Отечественной войны скульптуры, как памятник исторического наследия, были временно эвакуированы на территорию Александро-Невской лавры.
В 2021 году скульптуры были переданы Музею городской скульптуры и стали музейными предметами. Был разработан проект реставрации скульптур. ООО «Самсон» пытался отсудить их в собственность.
14 января 2023 года скульптуры быков были демонтированы и отправлены на реставрацию.
В январе 2023 года без согласования с КГИОП была разобрана часть кирпичной ограды комбината.
В июля 2023 года Президиум Петербургского городского отделения ВООПИиК принял решение обратиться с письмом к губернатору Петербурга с просьбой ускорить решение вопроса о включении комплекса «Мясокомбинат им. С. М. Кирова» в список памятников архитектуры, однако уже в октябре того же года суд обязал КГИОП снять здание мясокомбината с охраны.

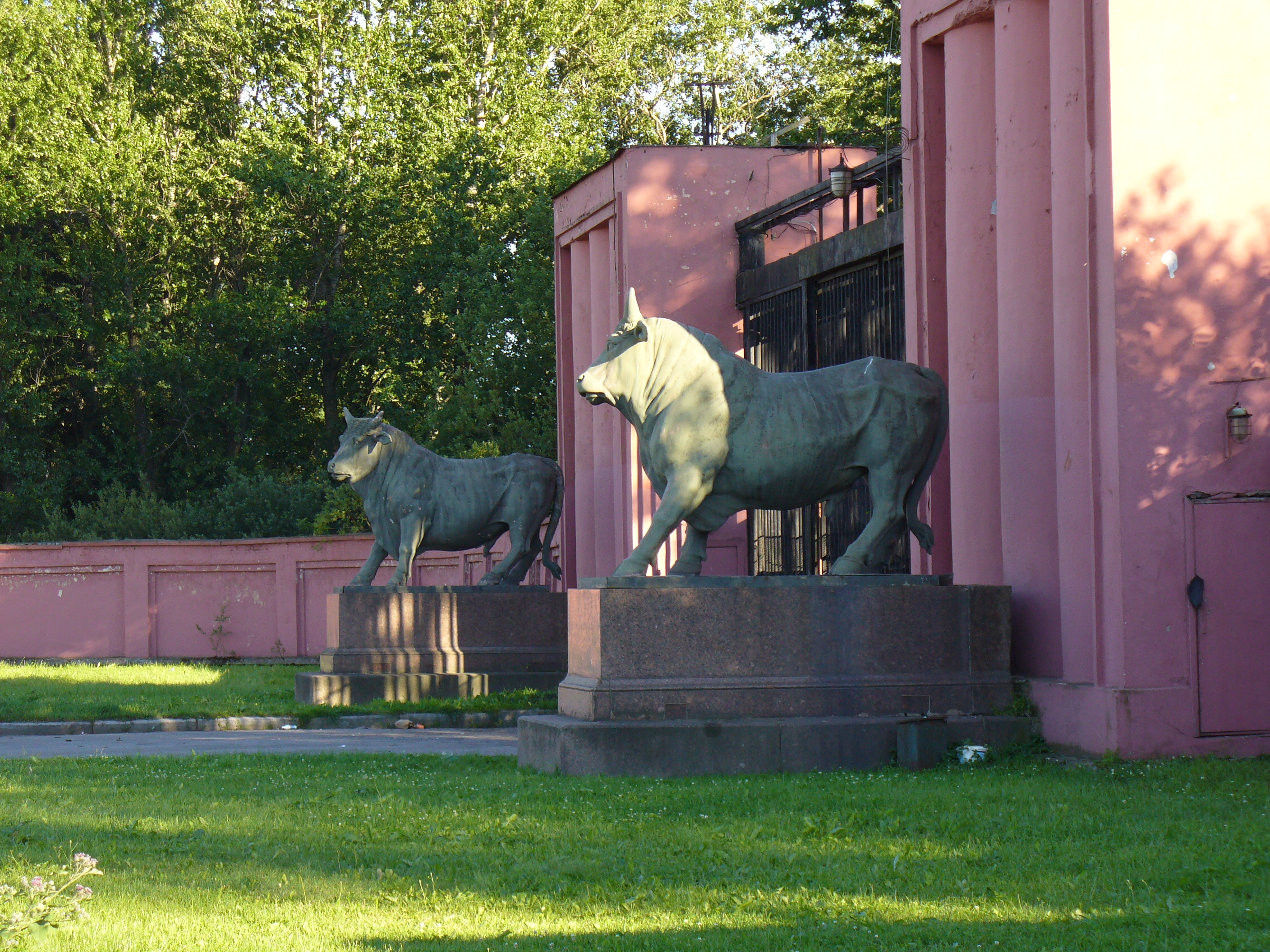
Скульптуры, перенесённые от ворот прежнего Скотопригонного двора
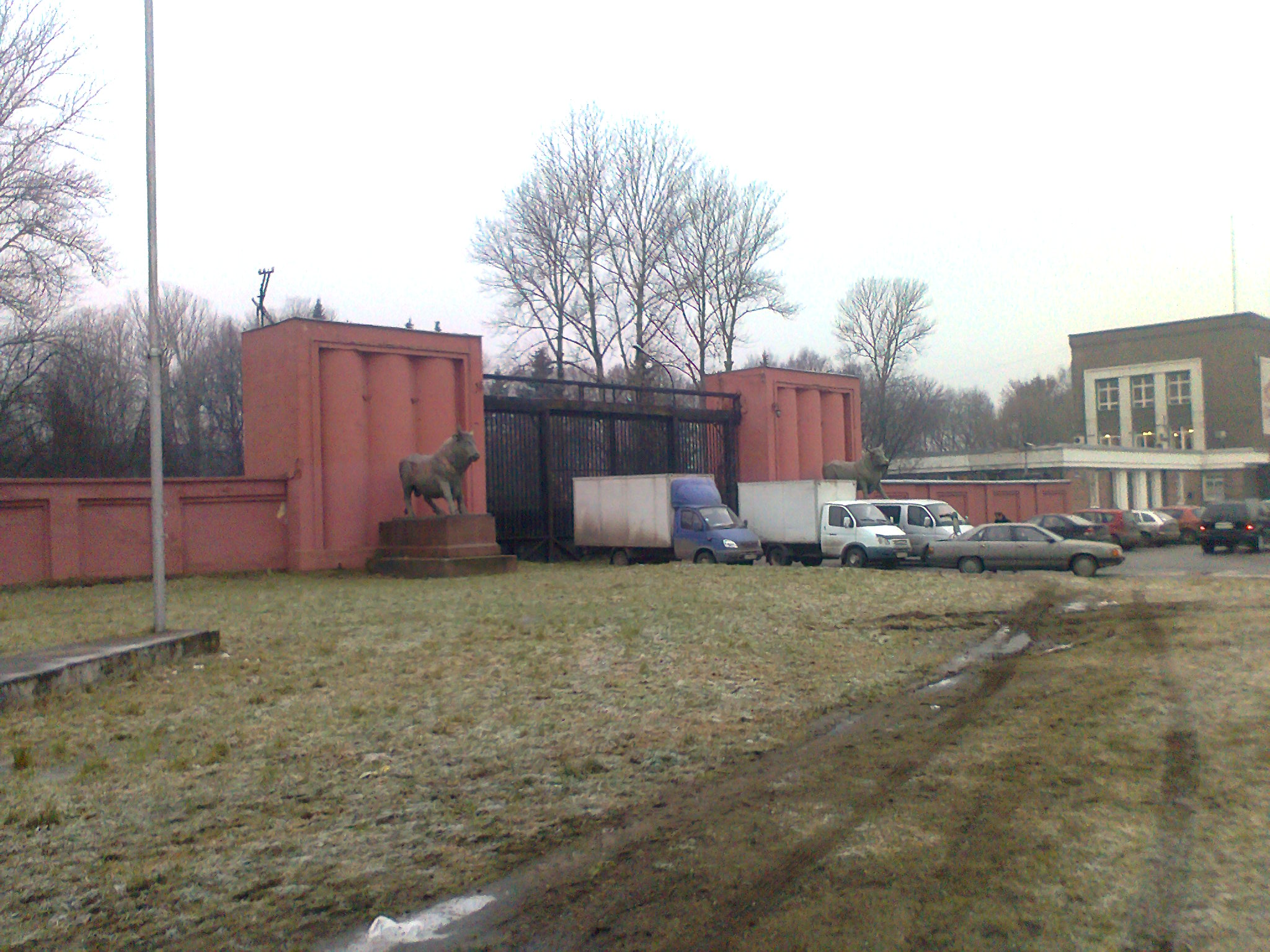
Главные ворота
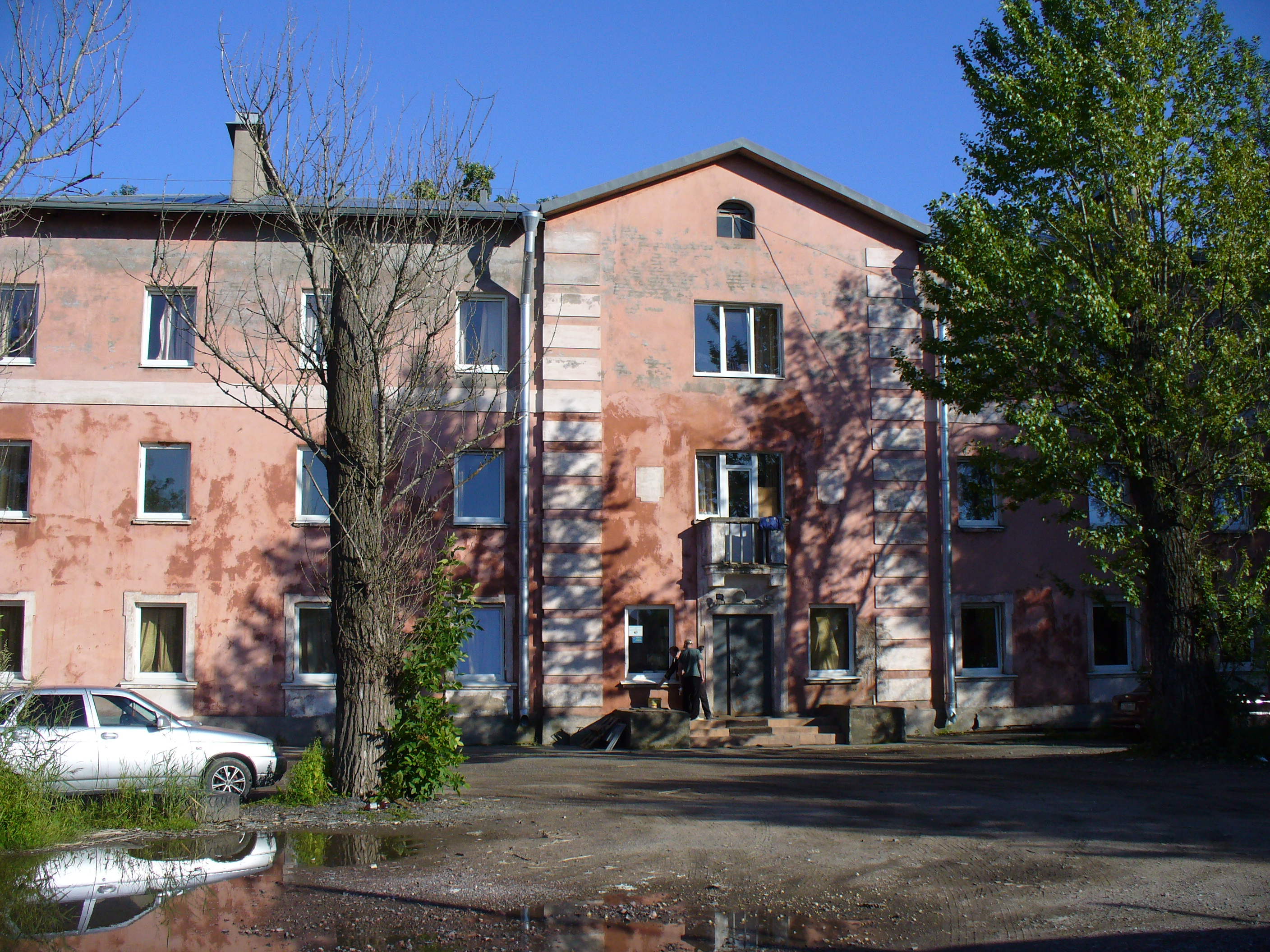
Бывшая школа мастеров

## В культуре
- Картина «Курсанты Военно-морского училища имени М. В. Фрунзе на стройке мясокомбината в Ленинграде». Художник Сергей Аникин, 1934 год. Подарена Ленинградским мясокомбинатом Военно-морскому училищу имени М. В. Фрунзе. В 1988 году передана в фонды Центрального военно-морского музея[15].